# Julgamentos das bruxas de Torsåker

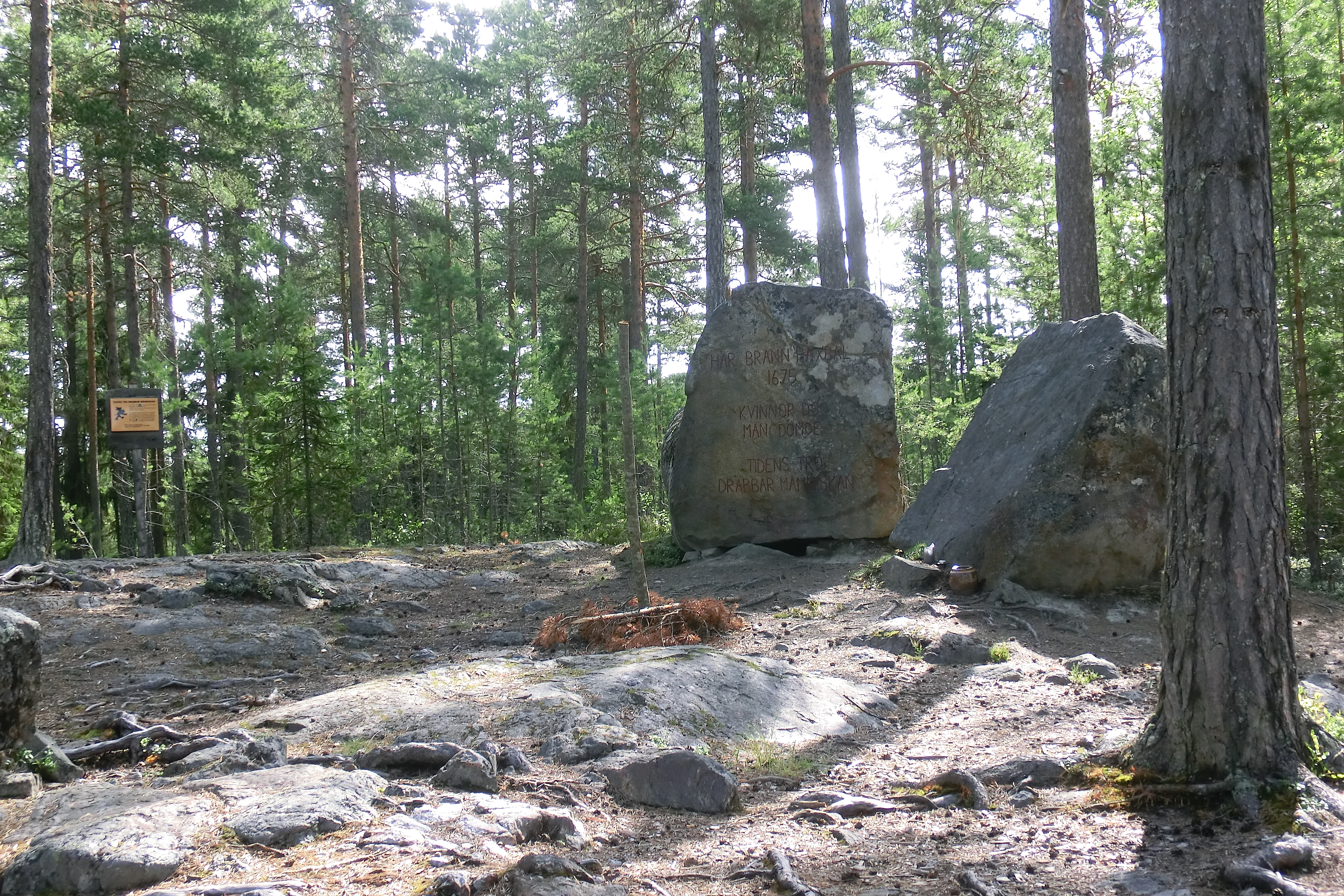
Local arqueológico do evento

Os julgamentos das bruxas de Torsåker ocorreu em 1675, na paróquia luterana de Torsåker, na Suécia. Foram os maiores julgamentos de bruxas na história do país. Em um único dia, 71 pessoas (65 mulheres e 6 homens) foram condenados por bruxaria e sentenciados à decapitação. Após a morte, todos os corpos dos condenados foram queimados.
Os julgamentos começaram quando pastor luterano Johannes Wattrangius, da paróquia de Torsåker, pediu para Laurentius Christophori Hornæus que investigasse a feitiçaria em sua paróquia. Ytterlännäs e Torsåker eram ambos da diocese de Hernosândia, da Igreja da Suécia. Horneu investigou os supostos casos de bruxaria e acusou formalmente 71 pessoas de práticas de bruxaria, feitiçaria e magia negra, com todas estas pessoas sendo condenadas e decapitadas. 65 destas eram mulheres, o que era cerca de um quinto de todas as mulheres da vila de Torsåker.